# Haitō

Mit dem Begriff Haitō (jap. 背刀, dt. Schwertrücken) wird die radiale (daumenwärts gelegene) Handkante bezeichnet. Die Trefferfläche bildet der Mittelhandknochen des Zeigefingers, wobei die vier Finger ausgestreckt werden sowie das erste Gelenk des Daumens gebeugt und gegen die Seite der Handfläche gepresst wird.
Mit Haitō werden sowohl Abwehrtechniken (Uke waza) als auch Schlagtechniken (Uchi waza) z. B. zur Schläfe, zum Kinn, zum Hinterkopf, zur Kehle, zum Gesicht und zum Bauch ausgeführt.